# Mala Onofrijeva česma
Mala Onofrijeva česma je fontana u središtu Dubrovnika.
Nalazi se na istočnom kraju Straduna, uz zgradu dubrovačke Glavne straže. Fontana je vodom opskrbljivala tržnicu na Trgu Luža u Dubrovniku. Postavljena je 1438. godine. Fontanu je projektirao napuljski graditelj Onofrio della Cava, po kojem je i dobila ime. On je projektirao i veliku Onofrijevu fontanu. Kiparske radove na fontani, učinio je kipar Petar Martinov.
U srednjem vijeku imala je i vjersko značenje, koristili su je samo kršćani. U neposrednoj blizini bila je i židovska fontana, koju su za opskrbu vodom koristili dubrovački Židovi, kasnije prenesena na Brsalje. Restaurirana je i ponovno postavljena na staro mjesto 3. veljače 1996., tako da je izbjegla uništavanje i granatiranje tijekom opsade Dubrovnika. Prostor pokraj Male Onofrijeve česme je scenski prostor Dubrovačkih ljetnih igara na kojem se izvodila Novela od Stanca.